# Вибори до Верховної Ради Автономної Республіки Крим 2006
Вибори до Верховної Ради Автономної Республіки Крим 2006 — вибори до Верховної Ради Автономної Республіки Крим, що відбулися 26 березня 2006 року. Це були перші вибори до Верховної Ради Криму, що проводилися за пропорційною виборчою системою. Для того, щоб провести своїх представників до  Верховної Ради Автономної Республіки Крим, партія чи блок мусила набрати не менше 3% голосів виборців. Подолали 3% виборчий бар'єр вісім політичних сил. 

## Результати виборів
| № | Партія чи бльок                             | Голосів «За» | У %    | Місць |
| - | ------------------------------------------- | ------------ | ------ | ----- |
| 1 | За Януковича!                               | 324 750      | 32,55% | 44    |
| 2 | Партія «Союз»                               | 76 143       | 7,63%  | 10    |
| 3 | Блок Куніцина                               | 75 391       | 7,56%  | 10    |
| 4 | Комуністична партія України                 | 65 357       | 6,55%  | 9     |
| 5 | Народний Рух України                        | 62 416       | 6,26%  | 8     |
| 6 | Блок Юлії Тимошенко                         | 60 187       | 6,03%  | 8     |
| 7 | Блок Наталії Вітренко «Народна опозиція»    | 49 541       | 4,97%  | 7     |
| 8 | Опозиційний блок «Не так!»                  | 30 839       | 3,09%  | 4     |
|   | Народний блок Литвина                       | 19 120       | 1,92%  | 0     |
|   | Виборчий бльок «За Крим!»                   | 16 267       | 1,63%  | 0     |
|   | Виборчий бльок «Наш Крим»                   | 12 997       | 1,30%  | 0     |
|   | Народний союз «Наша Україна»                | 12 416       | 1,24%  | 0     |
|   | Партія зелених України                      | 12 145       | 1,22%  | 0     |
|   | Соціалістична партія України                | 9 551        | 0,96%  | 0     |
|   | Партія "Відродження"                        | 9 516        | 0,95%  | 0     |
|   | Блок Лазаренка                              | 8 548        | 0,86%  | 0     |
|   | Партія промисловців та підприємців України  | 7 855        | 0,79%  | 0     |
|   | Партія Реформи і Порядок                    | 6 008        | 0,60%  | 0     |
|   | Партія пенсіонерів України                  | 4 634        | 0,46%  | 0     |
|   | Виборчий бльок «Держава — Трудовий Союз»    | 3 257        | 0,33%  | 0     |
|   | Виборчий бльок ПНЕРУ «За Крим без корупції» | 3 089        | 0,31%  | 0     |
|   | Український народний блок Костенка і Плюща  | 2 312        | 0,23%  | 0     |
|   | Пора                                        | 1 920        | 0,19%  | 0     |
|   | Партія патріотичних сил України             | 1 589        | 0,16%  | 0     |
|   | Українська республіканська партія «Собор»   | 1 578        | 0,16%  | 0     |
|   | Конгрес Українських Націоналістів           | 1 027        | 0,10%  | 0     |
|   | Вперед, Україно!                            | 935          | 0,09%  | 0     |
|   | Проти всіх                                  | 33 569       |        | —     |
|   | Недійсні бюлетені                           | 30 435       |        | —     |
|   | В цілому                                    | 997 575      | 100%   | 100   |

## Зовнішні посилання
- Офіційна сторінка Верховної Ради Автономної Республіки Крим [Архівовано 23 квітня 2017 у Wayback Machine.]
- Оголошені результати виборі до Кримського парляменту [Архівовано 28 лютого 2017 у Wayback Machine.](рос.)
- Почти месяц понадобился республиканскому Избиркому для определения победителей парламентской гонки[недоступне посилання з березня 2019](рос.)
- Підсумки виборів[недоступне посилання з травня 2019]